# Poesia in forma di rosa
Poesia in forma di rosa è una raccolta di poesie pubblicata nel 1964 dallo scrittore, poeta e regista italiano Pier Paolo Pasolini.
Nota per la celebre lirica Supplica a mia madre, questa raccolta appartiene alla seconda fase degli scritti poetici pasoliniani, fase in cui scompare l'ideologia politica e prevalgono le confessioni autobiografiche.